# 구제고등여학교
일본의 구제 고등여학교(舊制 高等女學校, 일본어: 高等女学校)는 근대 이후 1948년까지, 일본에서 여자를 대상으로 한 중등교육 기관으로, 남자를 대상으로 한 중등교육 기관인 구제중학교(舊制中學校)와 동등한 학교였다. 약칭은 「고녀(高女)」.
당시 일본의 다른 교육기관과 마찬가지로, 이 구제 고등여학교는 일본 제국의 통치권 아래에 있었던 한반도, 타이완, 만주, 남양군도(南洋群島)에도 설치되어 있었다.

## 일본의 구제 고등여학교
1871년(明治 4) 동경(東京)에 설치된 관립여학교를 최초로 하며, 1899년(明治 32) 「고등여학교령(高等女學校令)」이 공포되었다. 각 현마다 제1고등여학교(第一高等女学校)가 있었다. 
일본에서는 1948년의 학제개혁 이후 중학교와 고등학교로 분리되었으며, 몇몇 지역의 학교를 제외하고는 대부분 남녀공학(共學)이 되었다. 한편, 한국에서는 광복 후에 6년제 (여자)중학교가 되었다가, 1951년 중학교와 고등학교로 분리되었다.

## 일제강점기 한국의 구제 고등여학교
본래, 공립 고등여학교는 일본인을 대상으로 한 것으로서 학생은 대부분 또는 전부가 일본인이었다. 그러나 1938년의 '조선교육령' 개정에 의하여 한국인을 위한 여자고등보통학교 또한 고등여학교로 개칭하였다.
1940년 발간된 자료를 기반으로 작성했다.

### 경기도 (서울 포함)
- 공립
  - 경성제일공립고등여학교 (1908) → 경기여자고등학교 흡수 (해방 후)
  - 경성제이공립고등여학교 (1922) → 수도여자고등학교(首都女子高等學校)
  - 경성제삼공립고등여학교 (1941) → 창덕여자고등학교(昌德女子高等學校)
  - 경성무학공립고등여학교 (1941) → 무학여자고등학교(舞鶴女子高等學校)
  - 인천공립고등여학교 (1908) → 인천여자고등학교
  - 수원공립고등여학교 (1936) → 수원제일중학교{水原第一中學校/남여공학} & 수원여자고등학교{水原女子高等學校/여학교}
  - 개성공립고등여학교 (開城公立高等女學校)
  - 관립 한성(漢城)고등여학교 → 경성공립여자고등보통학교 → 경기공립고등여학교 → 경기여자고등학교

- 사립
  - 용곡(龍谷)고등여학교 (서울)
  - 숙명(淑明)여자고등보통학교 → 숙명고등여학교 → 숙명여자고등학교
  - 진명(進明)여자고등보통학교 → 진명고등여학교 → 진명여자고등학교
  - 이화(梨花)여자고등보통학교 → 이화고등여학교 → 이화여자고등학교
  - 호수돈(好壽敦)여자고등보통학교 (개성) → 호수돈고등여학교 → 명덕(明德)고등여학교 → 호수돈여자고등학교 (대전)
  - 배화(培花)여자고등보통학교 → 배화고등여학교 → 배화여자고등학교
  - 동덕(同德)여자고등보통학교 → 동덕고등여학교 → 동덕여자고등학교
  - 인천 소화(昭和)고등여학교 → 박문여자고등학교 (博文女子高等學校)

### 충청북도
- 청주공립고등여학교 (1923)
- 청주제일공립고등여학교(1923)[2]
- 청주제이공립고등여학교 → 청주여자고등학교
- 충주공립고등여학교 → 충주여자고등학교

### 충청남도
- 대전공립실과고등여학교(1919) → 대전공립고등여학교(1921) → 대전여자중학교
- 대전공립여자고등보통학교(1937) → 대동(大東)공립고등여학교 → 대전여자고등학교
- 조치원(鳥致院)공립실과고등여학교 → 조치원공립고등여학교 → 세종중학교{2021.03 ~ 現 / 남여공학} & 세종여자고등학교(여학교)
- 강경(江景)공립실과고등여학교(3년제){1936.04.11 ~ 1943.04.21} → 강경공립고등여학교(4년제){1943.04.22 ~ 1945.11.30} → 강경공립여자중학교(6년제){1945.12.01 ~ 1950.11.30} → 강경여자중학교 & 강경여자고등학교{1950.12.01 ~ 1992.02 / 3년제} → 강경여자중학교(여학교) & 강경고등학교{1992.03 ~ 現 / 남여공학}
- 공주공립고등여학교(1928) → 공주여자고등학교

### 전라북도
- 군산(群山)공립고등여학교 → 진포중학교(2000.03.01 ~ 現/남여공학) & 군산여자고등학교(여학교)
- 전주(全州)공립고등여학교 (1916)
- 이리(裡里)공립고등여학교 → 지원중학교(2000.03.01 ~ 現/남여공학) & 이리여자고등학교
- 전주공립여자고등보통학교(1926) → 전북(全北)공립고등여학교 → 전주여자고등학교
- 김제(金堤)공립고등여학교 → 한들중학교(2021.03.01 ~ 現/남여공학) & 김제여자고등학교
- 정읍(井邑)공립고등여학교 → 샘고을중학교(2022.03.01 ~ 現/남여공학) & 정읍여자고등학교

### 전라남도
- 광주(光州)공립고등여학교 → 광주 대화(大和: 야마토)공립고등여학교 → 광주여자고등학교
- 목포(木浦)공립고등여학교 (1920)
- 광주여자고등보통학교 → 광주욱(旭)공립고등여학교 → 전남여자고등학교
- 여수(麗水)공립고등여학교 → 여수여자고등학교
- 순천(順天)공립고등여학교 → 순천여자고등학교

### 경상북도
- 대구(大邱)공립고등여학교{1916.04 ~ 1946.02} → 대구여자중학교(大邱女子中學校){1946.02 ~ 2002.02} → 대구일중학교(大邱一中學校){2002.03 ~ 現 / 남여공학}
- 김천(金泉)공립고등여학교 → 김천여자고등학교
- 대구공립여자고등보통학교 → 경북(慶北)공립고등여학교 → 경북여자고등학교
- 포항(浦項)공립고등여학교 → 포항여자고등학교
- 안동(安東)공립고등여학교 → 안동여자고등학교

### 경상남도
- 공립
  - 부산(釜山)공립고등여학교 → 부산여자고등학교
  - 마산(馬山)공립고등여학교 → 마산여자고등학교
  - 진해(鎭海)공립고등여학교 → 진해여자고등학교
  - 부산공립여자고등보통학교 → 부산항(港)공립고등여학교 → 경남여자고등학교(慶南女子高等學校)
  - (사립) 진주일신(晋州一新)여자고등보통학교 → 봉산(鳳山)고등여학교 → (공립) 진주공립고등여학교 → 진주여자고등학교
  - 통영(統營)공립고등여학교 → 통영여자고등학교
- 사립
  - 동래(東莱)고등여학교 → 동래여자고등학교 (부산)

### 황해도
- 해주(海州)공립고등여학교 → 해주욱정(旭町)공립고등여학교
- 해주공립여자고등보통학교 → 해주행정(幸町)공립고등여학교
- 사리원(沙里院)공립실과고등여학교 → 사리원공립고등여학교
- 겸이포(兼二浦)공립고등여학교 (송림)
- 안악(安岳)공립고등여학교

### 평안남도
- 공립 
  - 평양(平壤)공립고등여학교
  - 진남포(鎭南浦)공립고등여학교
  - 평양여자고등보통학교 → 평양공립여자고등보통학교 → 평양서문(西門)공립고등여학교
  - 순천(順川)공립고등여학교
- 사립
  - 정의(正義)여자고등보통학교 → 정의여자고등보통학교 → 정의고등여학교 → 남산(南山)고등여학교 (평양)

### 평안북도
- 신의주(新義州)공립고등여학교
- 신의주공립여자고등보통학교 → 신의주남(南)공립고등여학교
- 정주(定州)공립고등여학교

### 강원도
- 춘천(春川)공립고등여학교 → 봄내중학교(구.춘천여중) / 춘천여자고등학교
- 철원(鐵原)공립고등여학교
- 강릉(江陵)공립고등여학교 → 해람중학교(구.강릉여중) / 강릉여자고등학교

### 함경남도
- 공립
  - 원산(元山)공립고등여학교
  - 함흥(咸興)공립고등여학교
  - 흥남(興南)공립고등여학교
  - 함흥공립여자고등보통학교 → 함남(咸南)공립고등여학교
- 사립
  - 루씨(樓氏)여자고등보통학교 → 루씨고등여학교 → 원산항(港)공립고등여학교 → 사립원산루씨고등여학교 → (폐교상태)
  - 영생(永生)여자고등보통학교 → 영생고등여학교 → 함흥일출(日出)고등여학교 (함흥)

### 함경북도
- 나남(羅南)공립고등여학교 (청진)
- 청진(淸津)공립고등여학교
- 나남공립여자고등보통학교 → 동나남(東羅南)공립고등여학교 (청진)
- 회령(會寧)공립고등여학교
- 성진(城津)공립고등여학교
- 나진(羅津)공립고등여학교

## 같이 보기
- 구제중학교 (舊制中學校)
- 구제고등학교 (舊制高等學校)
- 구제전문학교 (舊制專門學校)
- 구제여자전문학교 (舊制女子專門學校)

## 참고 문헌
- 朝鮮諸学校一覧. 昭和14年度